# Sea Bird Island
Sea Bird Island är en ö i Kanada.   Den ligger i provinsen British Columbia, i den södra delen av landet, 3 400 km väster om huvudstaden Ottawa.
I omgivningarna runt Sea Bird Island växer i huvudsak barrskog. Runt Sea Bird Island är det mycket glesbefolkat, med 4 invånare per kvadratkilometer.